# Katie Webster
Katie Webster (* 11. Januar 1936 in Houston; † 5. September 1999 in League City, Texas) war eine US-amerikanische Jazz-Pianistin und Sängerin.

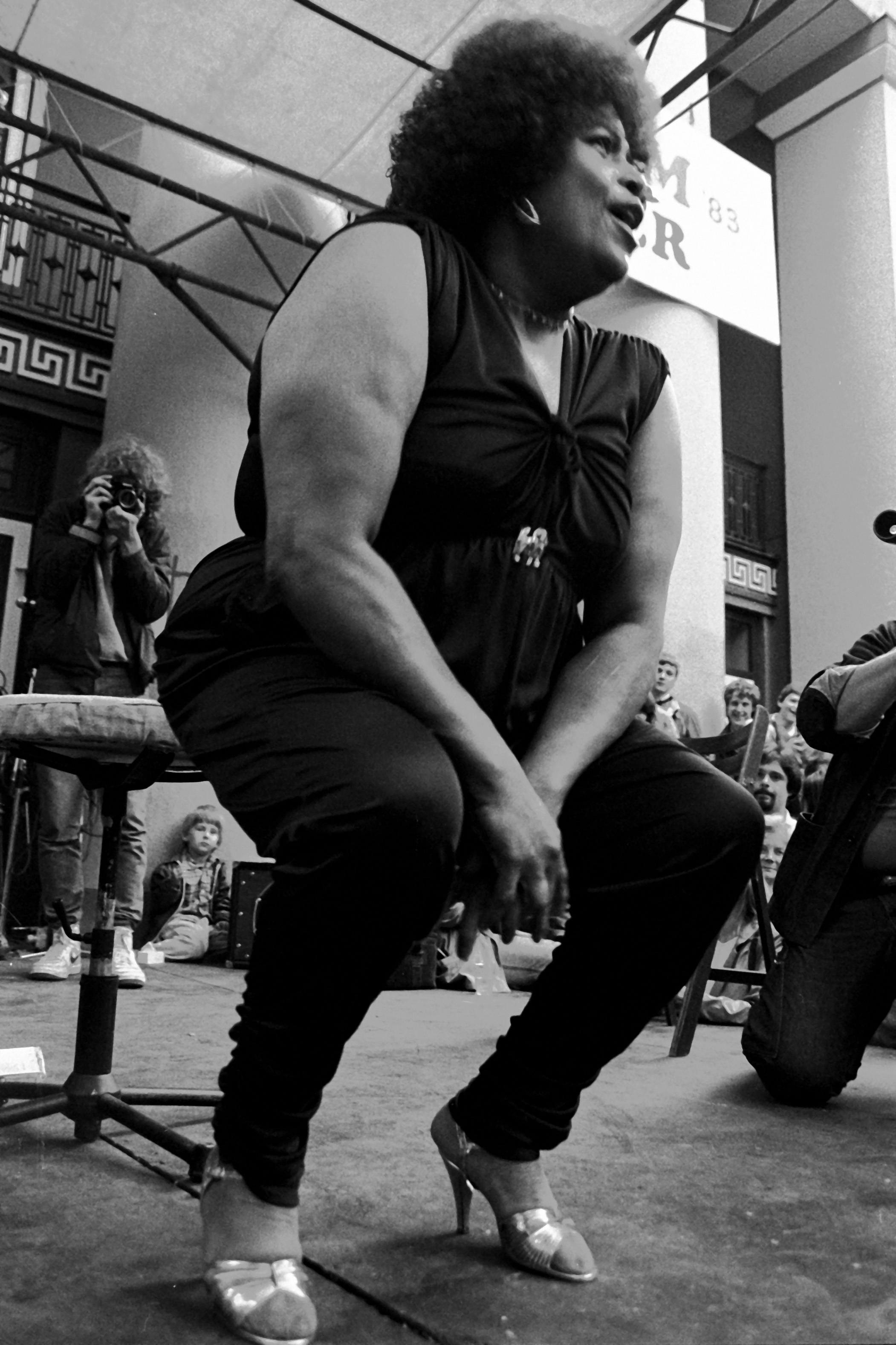
Katie Webster 1983 in Hildesheim, Deutschland

Sie war teils indianischer, teils afro-amerikanischer Abstammung und hauptsächlich durch die Einspielung des Klavierparts in dem Otis-Redding-Hit I’m sitting on the dock of the bay bekannt geworden. Sie wurde auch – nach dem Titel ihres bekanntesten Albums – als The Swamp Boogie Queen bezeichnet.
Ihr Geburtsname war Kathryn Jewel Thorne. Sie lernte Gospelsongs von ihrer Mutter, machte in den 50er und 60er Jahren internationale Tourneen mit dem Soulmusiker Otis Redding und ist auf Platten mit Swamp-Blues-Musikern wie Lazy Lester zu hören. Von 1964 bis 1967 spielte sie in der Band von Otis Redding. Der internationale Durchbruch als Solistin gelang ihr in den 1980er Jahren mit unzähligen Europatourneen und einem Plattenvertrag bei Alligator-Records. Sie ließ sich nie „eindeutigen“ Stilen wie Blues oder Boogie Woogie zuordnen, sondern spielte Jazz, Blues, Boogie Woogie, Rhythm and Blues, Swamp Blues, verjazzte Popsongs sowie Gospel und Spirituals. Dazu spielte sie in Zydeco/Cajun-Bands, musizierte zusammen mit dem Blues-Musiker Robert Cray und unterhielt Touristen in New Orleans’ Bourbon Street.
Nach einem 1993 erlittenen Schlaganfall zog sich Katie Webster weitgehend aus dem Musikgeschäft zurück und lebte mit ihrer Familie nahe Houston, Texas. Sie starb am 5. September 1999 an Herzversagen.

## Diskographie
- 1977  Whooee Sweet Daddy  Flyright (UK)
- 1979  Katie Webster Has The Blues  Goldband
- 1982  Texas Boogie Queen Live + Well  Ornament / Chrisly (2000) (D)
- 1983  200 % Joy  Ornament (D)
- 1985  Pounds of Blues  Charly Records (UK)
- 1985  You Know That’s Right  Arhoolie
- 1987  Whooo-Wee Sweet Daddy!  Swamp Boogie
- 1987  Katie Webster & Black Cat Bone: Men Smart, Women Smarter  Ornament (D)
- 1987  I Know That’s Right  Arhoolie
- 1988  The Swamp Boogie Queen  Alligator
- 1988  Close To My Heart  Flyright (UK)
- 1988  The Many Faces of Katie Webster  Schubert / Blue Moon (2000)
- 1989  Katie Webster 1958–61 Flyright (UK) / Paula
- 1990  Two-Fisted Mama!  Alligator (ausgezeichnet mit dem Prix Big Bill Broonzy)
- 1991  No Foolin’!  Alligator
- 1991  Deluxe Edition Alligator